# Magnolia guatemalensis
Magnolia guatemalensis, la magnolia de Guatemala es una especie de planta de la familia Magnoliaceae, se la conoce localmente como Mamey (este nombre común se usa también para las especies no relacionadas Pouteria sapota de Cuba y el árbol frutal  Mammea americana de Centroamérica y Sudamérica). Se encuentra en las tierras altas y montañas de Guatemala, El Salvador, y Honduras y es una especie indicadora de las selvas nubosas.
Esta especie se ha combinado con éxito para obtener un híbrido con M. grandiflora.

## Taxonomía
Magnolia guatemalensis fue descrito por Donn.Sm. y publicado en Botanical Gazette 47(4): 253. 1909.
Etimología
Magnolia: nombre genérico otorgado en honor de Pierre Magnol, botánico de Montpellier (Francia).
guatemalensis: epíteto geográfico que alude a su localización en Guatemala.
Sinonimia
- Magnolia hondurensis A.M.Molina, Ceiba 18: 95 (1974).[3][4]